# Glenea baliana
Glenea baliana là một loài bọ cánh cứng trong họ Cerambycidae.